# Christian Raynaud
Christian Raynaud (19 de noviembre de 1939 - 17 de octubre de 1993) fue un botánico francés. Trabajó sobre los árboles y arbustos de la península ibérica y las islas Baleares

## Algunas publicaciones

### Libros
- 1979. Le genre Genista L. au Maroc: monographie, iconographie, clés de détermination. 52 pp. Ed. Institut de Botanique. Vol. 28 de Naturalia monspeliensia. Serie botánica
- 1985. Les Orchidées du Maroc, monographie, révision critique, iconographie et clés de détermination. Ed. Société française d'orchidophilie. 117 pp. ISBN 2-905734-00-0
- 1988. Esquisse pour une mise en place de la flore de la Méditerranée occidentale à partir de certains taxons critiques de la flore marocaine: Helianthemum (Cistaceae) ; Caralluma (Asclepiadaceae) ; Erinacea (Fabaceae) ; Orchidaceae. 348 pp.
- La abreviatura «Raynaud» se emplea para indicar a Christian Raynaud como autoridad en la descripción y clasificación científica de los vegetales.[2]